# Draft da NBA de 2015
O Draft da NBA de 2015 foi realizado no dia 25 de Junho de 2015, no Barclays Center em Brooklyn, New York. O draft começou às 7:30 pm Eastern Daylight Time (23:30 UTC), e transmitido nos Estados Unidos pela ESPN. Neste draft, os times da National Basketball Association (NBA) selecionaram novatos da universidade nos Estados Unidos e outros jogadores elegíveis, incluindo jogadores internacionais. A loteria do draft ocorreu em 19 de Maio de 2015.
A loteria foi ganha pelo Minnestota Timberwolves, que teve direito à primeira escolha geral. Isso marcou a primeira vez na história dos Timberwolves que eles receberam a primeira escolha geral pela loteria. O primeiro jogador selecionado seria a terceira escolha consecutiva do número 1 no roster do Timberwolves, ao lado de Andrew Wiggins, em 2014, e Anthony Bennett, em 2013, que foram trocados com o Timberwolves pelo ala-pivô Kevin Love . O draft deu a segunda escolha geral ao Los Angeles Lakers, que "pulou" o Philadelphia 76ers e o New York Knicks na loteria.
Destaques do draft incluem o primeiro dominicano a ser a primeira escolha geral (Karl-Anthony Towns), o maior número de jogadores do Kentucky Wildcats selecionados na loteria do draft (quatro, sendo eles: Karl-Anthony Towns, Willie Cauley-Stein, Trey Lyles, e Devin Booker), o que os levou a um empate com o North Carolina Tar Heels de 2005 pelo maior número de jogadores selecionados na loteria provenientes de uma única escola; o empate no recorde por mais jogadores do Kentucky escolhidos no draft (seis, com Towns, Cauley-Stein, Lyles, Booker, Andrew Harrison, e Dakari Johnson), o segundo letão a ser escolhido na primeira rodada (Kristaps Porziņģis), o primeiro ex-aluno de ensino médio a não ter ido para a faculdade de modo a ir jogar na China a ser escolhido no draft (Emmanuel Mudiay), e o primeiro indiano a ser escolhido na NBA (Satnam Singh Bhamara), que também foi o primeiro jogador desde 2005 a ser escolhido diretamente do ensino médio (apesar de já ser graduado).

## Ordem do Draft

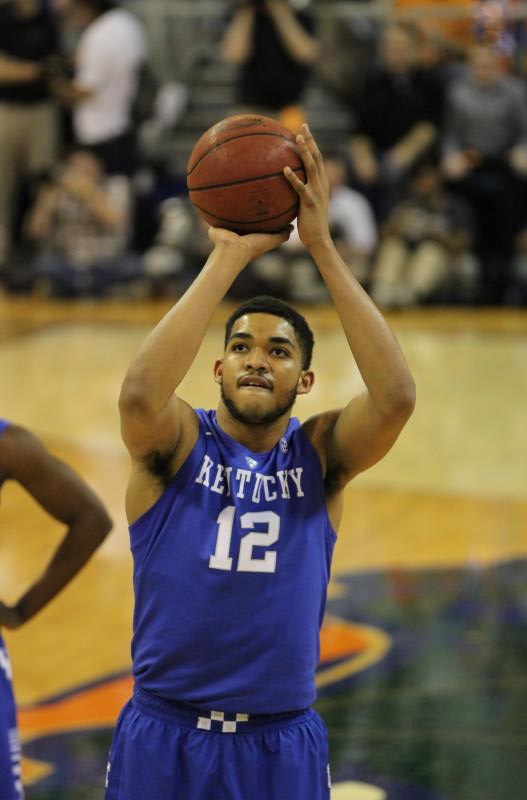
Karl-Anthony Towns foi selecionado em primeiro lugar pelo Minnesota Timberwolves.

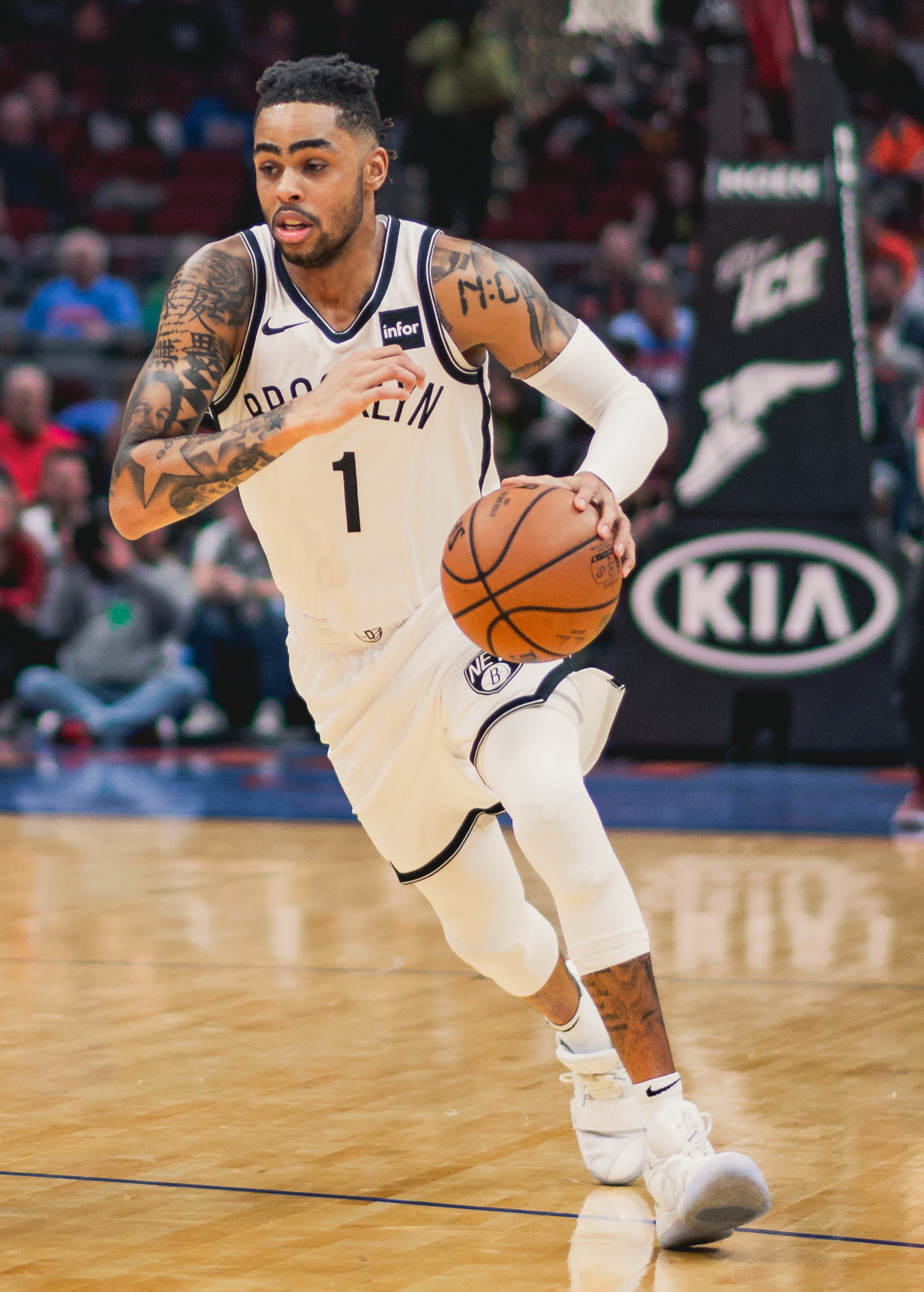
D'Angelo Russell foi selecionado em segundo lugar pelo Los Angeles Lakers.

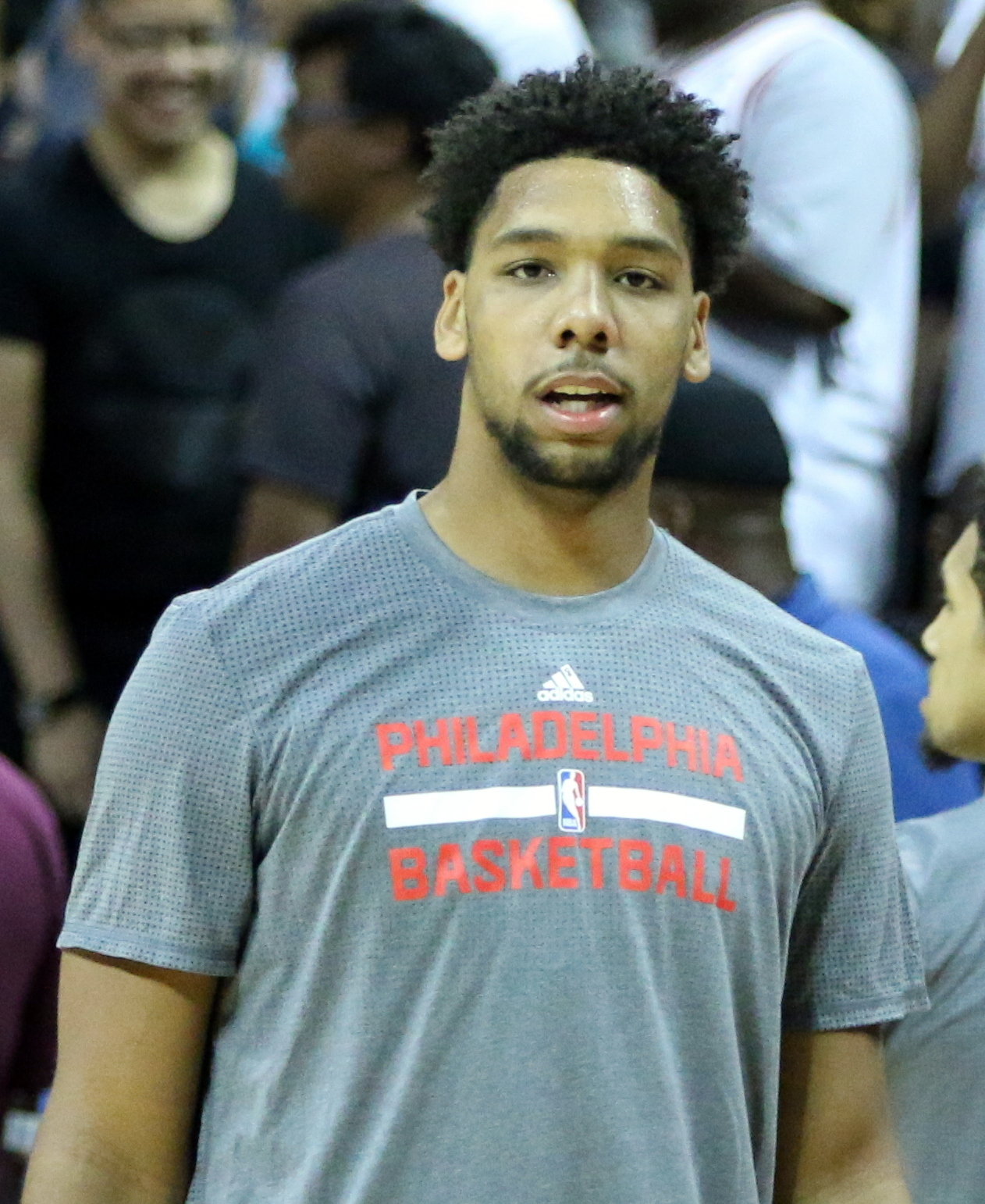
Jahlil Okafor foi selecionado em terceiro lugar pelo Philadelphia 76ers.

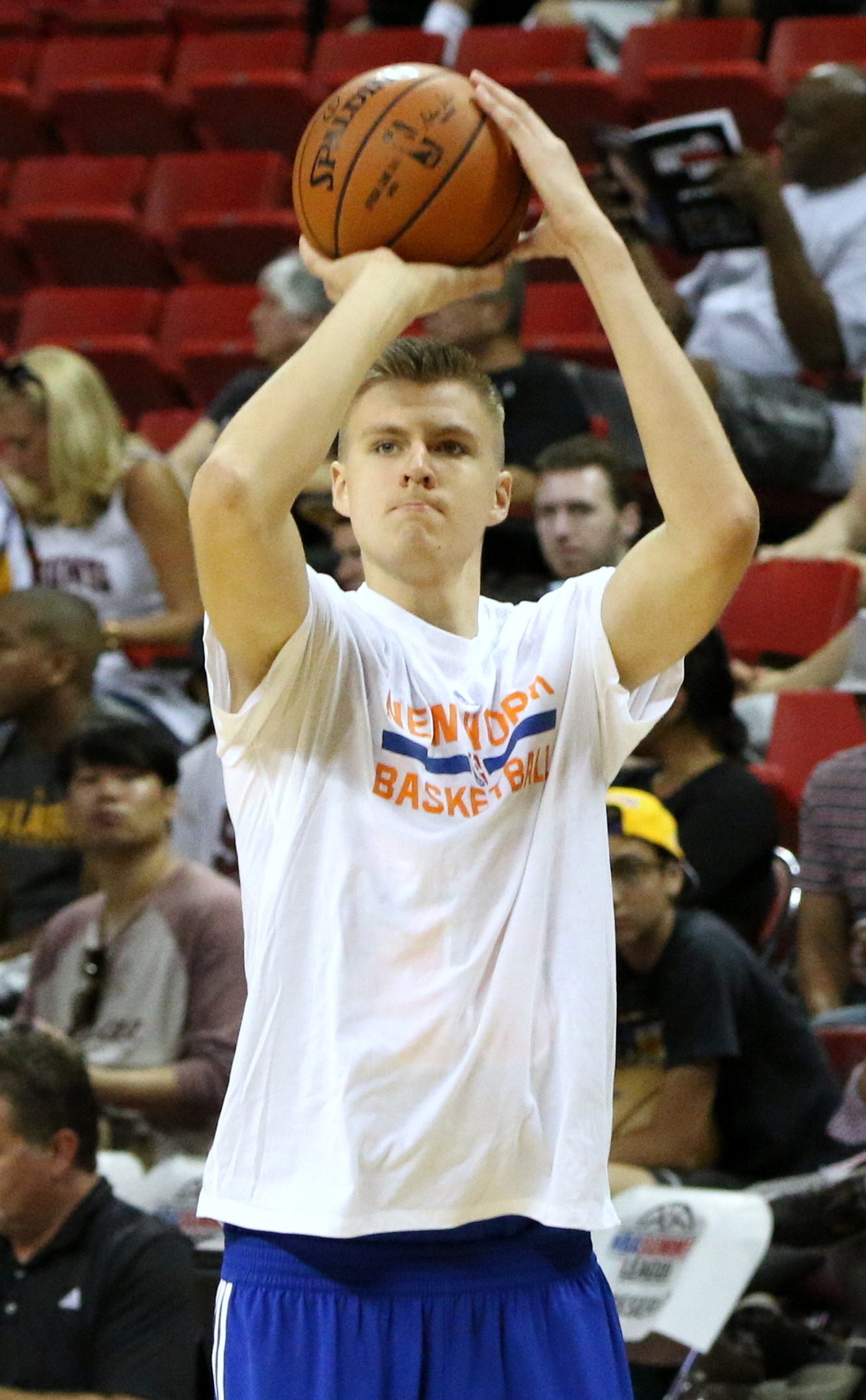
Kristaps Porziņģis, 4ª escolha feita pelo New York Knicks.

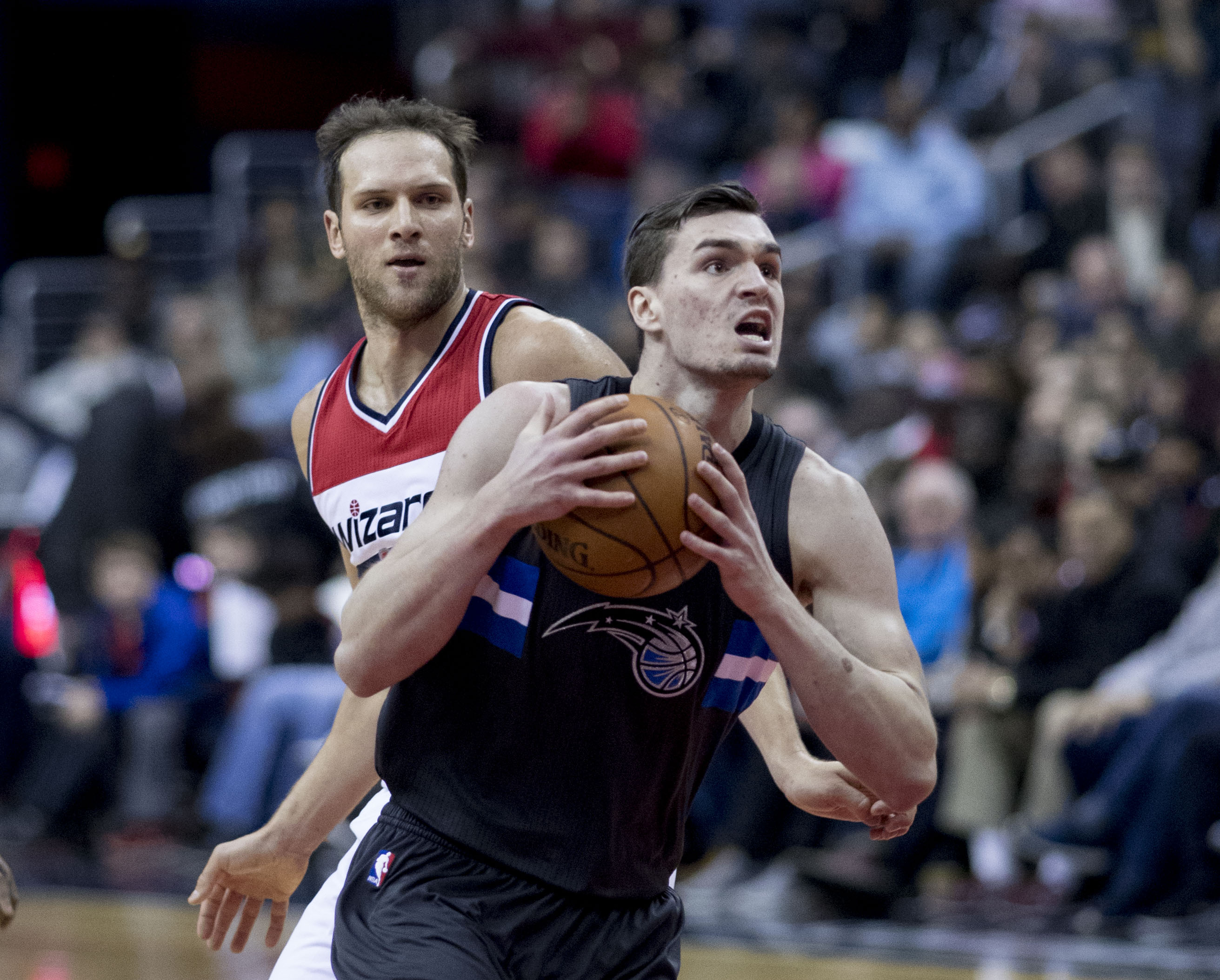
Mario Hezonja foi a 5ª escolha feita pelo Orlando Magic.

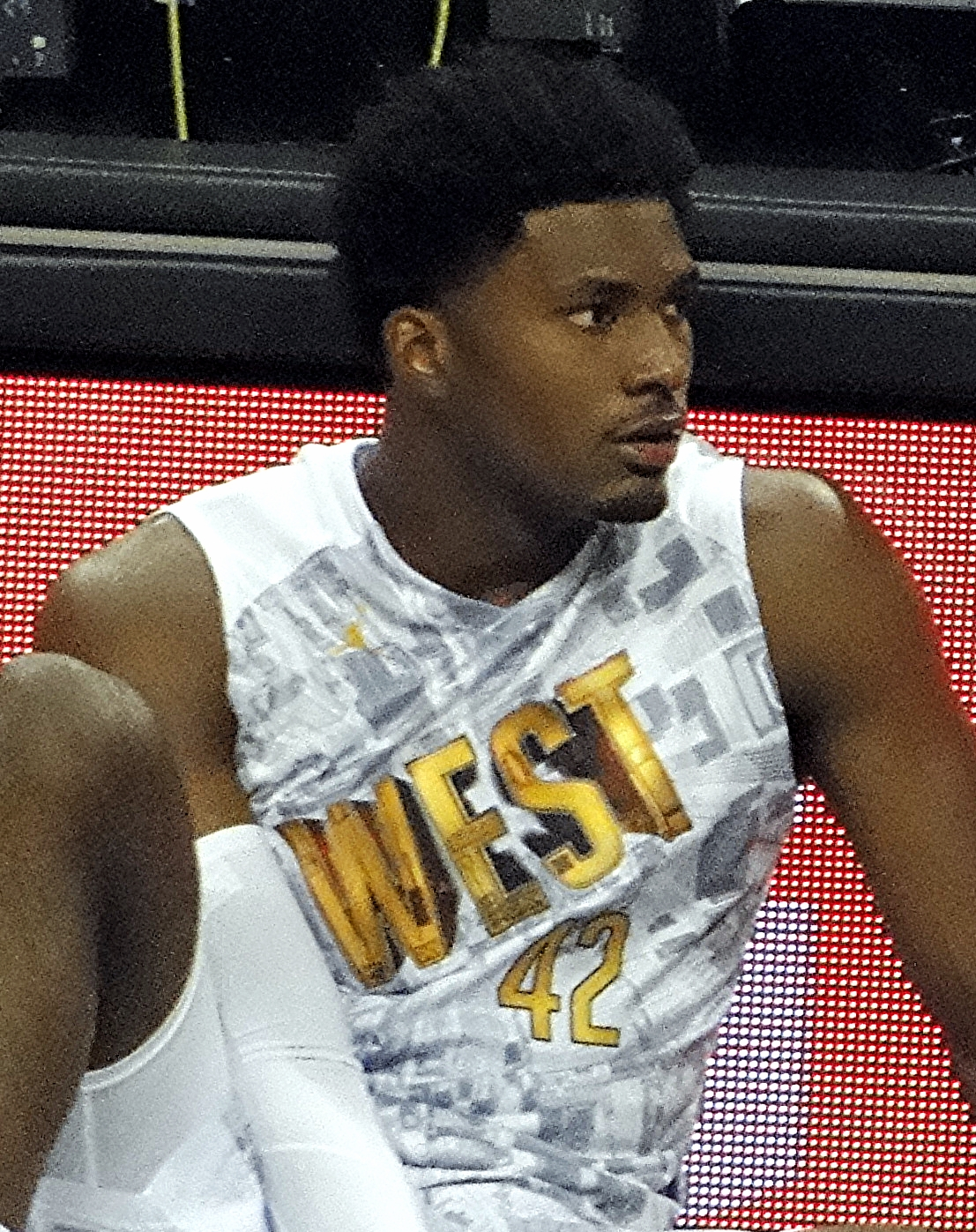
Justise Winslow, 10ª escolha feita pelo Miami Heat.

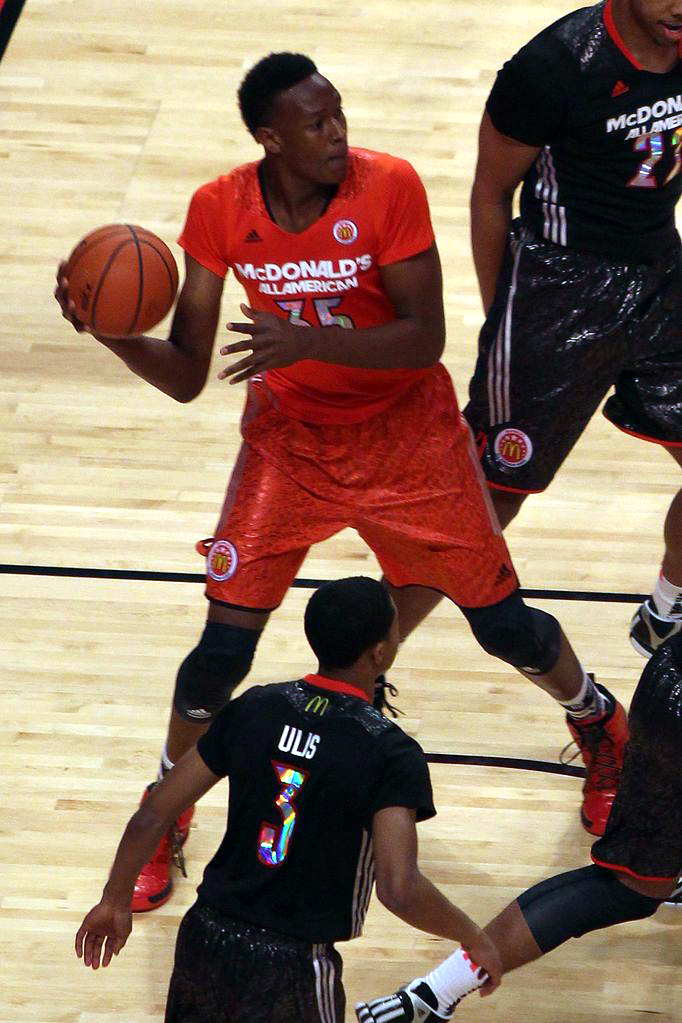
Myles Turner foi a 11ª escolha feita pelo Indiana Pacers.

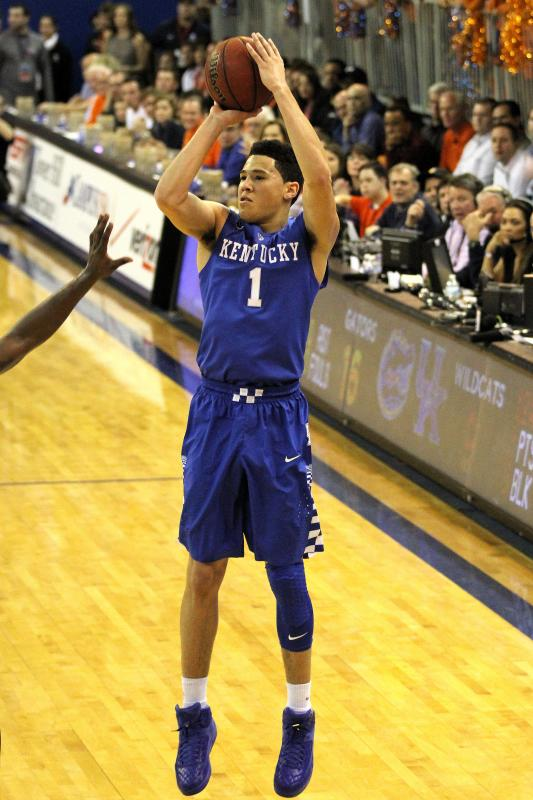
Devin Booker foi a 13ª escolha feita pelo Phoenix Suns.

### Primeira Rodada
|  | Jogadores que foram incluídos no Hall da Fama do Basquete                               |
|  | Jogadores que foram pelo menos uma vez MVP da temporada da NBA                          |
|  | Jogadores que foram selecionados para pelo menos um NBA All-Star Game e um All-NBA Team |
|  | Jogadores que foram selecionados para pelo menos um All-NBA Team                        |
|  | Jogadores que foram selecionados para pelo menos um NBA All-Star Game                   |
|  | Jogadores que nunca atuaram em nenhuma partida sequer pela NBA                          |

| PG | Armador     |
| SG | Ala-armador |
| SF | Ala         |
| PF | Ala-pivô    |
| C  | Pivô        |

| Escolha | Nome                    | Posição | Nacionalidade       | Time                                           | Universidade/Time  |
| ------- | ----------------------- | ------- | ------------------- | ---------------------------------------------- | ------------------ |
| 1       | Karl-Anthony Towns      | C       | EUA / R. Dominicana | Minnesota Timberwolves                         | Kentucky           |
| 2       | D'Angelo Russell        | PG      | Estados Unidos      | Los Angeles Lakers                             | Ohio State         |
| 3       | Jahlil Okafor           | C       | Estados Unidos      | Philadelphia 76ers                             | Duke               |
| 4       | Kristaps Porziņģis      | PF/C    | Letônia             | New York Knicks                                | Baloncesto Sevilla |
| 5       | Mario Hezonja           | SG/SF   | Croácia             | Orlando Magic                                  | FC Barcelona       |
| 6       | Willie Cauley-Stein     | C       | Estados Unidos      | Sacramento Kings                               | Kentucky           |
| 7       | Emmanuel Mudiay         | PG      | RD Congo            | Denver Nuggets                                 | Guangdong Tigers   |
| 8       | Stanley Johnson         | SF      | Estados Unidos      | Detroit Pistons                                | Arizona            |
| 9       | Frank Kaminsky          | C       | Estados Unidos      | Charlotte Hornets                              | Wisconsin          |
| 10      | Justise Winslow         | SF      | Estados Unidos      | Miami Heat                                     | Duke               |
| 11      | Myles Turner            | C       | Estados Unidos      | Indiana Pacers                                 | Texas              |
| 12      | Trey Lyles              | PF      | Canadá              | Utah Jazz                                      | Kentucky           |
| 13      | Devin Booker            | SG      | Estados Unidos      | Phoenix Suns                                   | Kentucky           |
| 14      | Cameron Payne           | PG      | Estados Unidos      | Oklahoma City Thunder                          | Murray State       |
| 15      | Kelly Oubre Jr.         | SF/PF   | Estados Unidos      | Atlanta Hawks (trocado para Washington)        | Kansas             |
| 16      | Terry Rozier            | PG      | Estados Unidos      | Boston Celtics                                 | Louisville         |
| 17      | Rashad Vaughn           | SG      | Estados Unidos      | Milwaukee Bucks                                | UNLV               |
| 18      | Sam Dekker              | SF      | Estados Unidos      | Houston Rockets                                | Wisconsin          |
| 19      | Jerian Grant            | PG      | Estados Unidos      | Washington Wizards (trocado para New York)     | Notre Dame         |
| 20      | Delon Wright            | PG      | Estados Unidos      | Toronto Raptors                                | Utah               |
| 21      | Justin Anderson         | SF      | Estados Unidos      | Dallas Mavericks                               | Virginia           |
| 22      | Bobby Portis            | PF      | Estados Unidos      | Chicago Bulls                                  | Arkansas           |
| 23      | Rondae Hollis-Jefferson | SF      | Estados Unidos      | Portland Trail Blazers (trocado para Brooklyn) | Arizona            |
| 24      | Tyus Jones              | PG      | Estados Unidos      | Cleveland Cavaliers (trocado para Minnesota)   | Duke               |
| 25      | Jarell Martin           | PF      | Estados Unidos      | Memphis Grizzlies                              | LSU                |
| 26      | Nikola Milutinov        | C       | Sérvia              | San Antonio Spurs                              | Partizan Belgrade  |
| 27      | Larry Nance Jr.         | PF      | Estados Unidos      | Los Angeles Lakers                             | Wyoming            |
| 28      | R. J. Hunter            | SG      | Estados Unidos      | Boston Celtics                                 | Georgia State      |
| 29      | Chris McCullough        | PF      | Estados Unidos      | Brooklyn Nets                                  | Syracuse           |
| 30      | Kevon Looney            | PF      | Estados Unidos      | Golden State Warriors                          | UCLA               |

### Segunda rodada
| Escolha | Nome                 | Posição | Nacionalidade  | Time                                            | Universidade/Time  |
| ------- | -------------------- | ------- | -------------- | ----------------------------------------------- | ------------------ |
| 31      | Cedi Osman           | SG/SF   | Turquia        | Minnesota Timberwolves (trocado para Cleveland) | Anadolu Efes       |
| 32      | Montrezl Harrell     | PF      | Estados Unidos | Houston Rockets                                 | Louisville         |
| 33      | Jordan Mickey        | PF      | Estados Unidos | Boston Celtics                                  | LSU                |
| 34      | Anthony Brown        | SF      | Estados Unidos | Los Angeles Lakers                              | Stanford           |
| 35      | Willy Hernangómez    | C       | Espanha        | Philadelphia 76ers (trocado para New York)      | Baloncesto Sevilla |
| 36      | Rakeem Christmas     | PF/C    | Estados Unidos | Minnesota Timberwolves (trocado para Cleveland) | Syracuse           |
| 37      | Richaun Holmes       | SF/PF   | Estados Unidos | Philadelphia 76ers                              | Bowling Green      |
| 38      | Darrun Hilliard      | SG      | Estados Unidos | Detroit Pistons                                 | Villanova          |
| 39      | Juan Pablo Vaulet    | SF      | Argentina      | Charlotte Hornets (trocado para Brooklyn)       | Estudiantes        |
| 40      | Josh Richardson      | SG      | Estados Unidos | Miami Heat                                      | Tennessee          |
| 41      | Pat Connaughton      | SF      | Estados Unidos | Brooklyn Nets (trocado para Portland)           | Notre Dame         |
| 42      | Olivier Hanlan       | PG      | Canadá         | Utah Jazz                                       | Boston College     |
| 43      | Joseph Young         | PG      | Estados Unidos | Indiana Pacers                                  | Oregon             |
| 44      | Andrew Harrison      | PG      | Estados Unidos | Phoenix Suns (trocado para Memphis)             | Kentucky           |
| 45      | Marcus Thornton      | PG      | Estados Unidos | Boston Celtics                                  | William & Mary     |
| 46      | Norman Powell        | SG      | Estados Unidos | Milwaukee Bucks (trocado para Toronto)          | UCLA               |
| 47      | Artūras Gudaitis     | C       | Lituânia       | Philadelphia 76ers                              | Žalgiris Kaunas    |
| 48      | Dakari Johnson       | C       | Estados Unidos | Oklahoma City Thunder                           | Kentucky           |
| 49      | Aaron White          | PF      | Estados Unidos | Washington Wizards                              | Iowa               |
| 50      | Marcus Eriksson      | SG      | Suécia         | Atlanta Hawks                                   | FC Barcelona       |
| 51      | Tyler Harvey         | PG      | Estados Unidos | Orlando Magic                                   | Eastern Washington |
| 52      | Satnam Singh Bhamara | C       | Índia          | Dallas Mavericks                                | IMG Academy        |
| 53      | Sir'Dominic Pointer  | SF      | Estados Unidos | Cleveland Cavaliers                             | St. John's         |
| 54      | Dani Díez            | SF      | Espanha        | Utah Jazz (trocado para Portland)               | Gipuzkoa Basket    |
| 55      | Cady Lalanne         | PF      | Haiti          | San Antonio Spurs                               | Massachusetts      |
| 56      | Branden Dawson       | SF      | Estados Unidos | New Orleans Pelicans (trocado para Clippers)    | Michigan State     |
| 57      | Nikola Radičević     | PG      | Sérvia         | Denver Nuggets                                  | Baloncesto Sevilla |
| 58      | J. P. Tokoto         | SG/SF   | Estados Unidos | Philadelphia 76ers                              | North Carolina     |
| 59      | Dimitrios Agravanis  | PF      | Grécia         | Atlanta Hawks                                   | Olympiacos         |
| 60      | Luka Mitrović        | PF      | Sérvia         | Philadelphia 76ers                              | Red Star Belgrade  |